# Juana Inés de la Cruz
Juana Inés de la Cruz (castellà: Juana Inés de Asbaje y Ramírez de Santillana)  (Nepantla de Sor Juana Inés de la Cruz, 12 de novembre de 1651 - Ciutat de Mèxic, 17 d'abril de 1695) fou una de les més grans escriptores del Segle d'or espanyol. Es desenvolupà en els més diversos ambits del saber, cultivant majoritàriament la poesia i el teatre.

## Vida

### Polémica del seu neixament
Fins a gairebé mediats del segle xx , la crítica sorjuanista acceptava com a vàlid el testimoniatge de Diego Calleja, primer biògraf de la monja, sobre la seva data de naixement. Segons Calleja, Sor Juana hauria nascut el 13 de novembre de 1651 a San Miguel Nepantla. En 1952, el descobriment d'una acta de baptisme que suposadament pertanyeria a Sor Juana va avançar la data de naixement de la poetessa a 1648. Segons aquest document, Juana Inés hauria estat batejada el 5 de desembre de 1648. Diversos crítics, com Octavio Paz, Antonio Alatorre, i Guillermo Schmidhuber accepten la validesa de l'acta de baptisme i així com Alberto G. Salceda, encara que l'estudiosa cubana Georgina Sabat de Rivers considera insuficients les proves que aporta aquesta acta.
La polémica és extensa i emplaçem al lector a llegir l'entrada de Sor Juana en castellà, així com la bibliografia referenciada, on es desenvolupa més extensament l'estat de la cuestió sobre la polémica del seu neixament.
Fins al dia d'avui, el més rigorós des del punt de vista historiogràfic és mantenir-se en la disjuntiva entre 1648 a 1651, tal com succeeix amb un sens fi de personatges històrics de les dates de naixement dels quals o mort no es té absoluta certesa amb els documents haguts en aquest moment. Adoptar tal disjuntiva com a regla general no afecta ni als estudis sobre sor Juana ni pel que fa a la seva biografia ni a la valoració de la seva obra.

### Primers anys i adolescència
Encara que es tenen poques dades dels seus pares, Juana Inés va ser la segona de les tres filles de Pedro de Asuaje i Vargas Machuca (així els va escriure Sor Juana en el Llibre de Professions del Convent de Sant Jerònim). Se sap que els pares mai es van unir en matrimoni eclesiàstic.
La nena va passar la seva infància entre Amecameca, Yecapixtla, Panoaya —on el seu avi tenia una hisenda— i Nepantla. Allí va aprendre náhuatl amb els habitants de les hisendes del seu avi, on se sembrava blat i blat de moro. L'avi de sor Juana va morir en 1656, per la qual cosa la seva mare va prendre les regnes de les finques. Així mateix, va aprendre a llegir i escriure als tres anys, en prendre les lliçons amb la seva germana major d'amagat de la seva mare.
Aviat va iniciar el seu gust per la lectura, gràcies a que va descobrir la biblioteca del seu avi i es va aficionar als llibres.Va aprendre tot el que era conegut en la seva època, és a dir, va llegir als clàssics grecs i romans, i la teologia del moment. El seu afany per saber era tal que va intentar convèncer a la seva mare que l'enviés a la Universitat disfressada d'home, ja que les dones no podien accedir a aquesta. Es diu que en estudiar una lliçó, tallava un tros del seu propi cabell si no l'havia après correctament, perquè no li semblava bé que el cap estigués cobert de belleses si mancava d'idees. Als vuit anys, entre 1657 i 1659, va guanyar un llibre per una lloa composta en honor al Santíssim Sagrament, segons compte el seu biògraf i amic Diego Calleja. Aquest assenyala que Juana Inés va radicar a la Ciutat de Mèxic des dels vuit anys, encara que es tenen notícies més veraces que no es va assentar allí sinó fins als tretze o quinze.
Entre 1664 i 1665, va ingressar a la cort del virrei Antoni Sebastián de Toledo, marquès de Mancera. La virreina, Leonor de Carreto, es va convertir en una dels seus més importants mecenes. El medi ambient i la protecció dels virreis marcaran decisivament la producció literària de Juana Inés. En aquells dies ja era coneguda la seva intel·ligència i la seva sagacitat, perquè es conta que, per instruccions del virrei, un grup de savis humanistes la van avaluar, i la jove va superar l'examen en excel·lents condicions.
La cort virregnal era un dels llocs més cultes i il·lustrats del virregnat. Solien celebrar-se fastuoses tertúlies a les quals acudien teòlegs, filòsofs, matemàtics, historiadors i tota mena d'humanistes, en la seva majoria diplomats o professors de la Real i Pontifícia Universitat de Mèxic. Allí, com a dama de companyia de la virreina, l'adolescent Juana va desenvolupar el seu intel·lecte i les seves capacitats literàries. En repetides ocasions escrivia sonets, poemes i triaves fúnebres que eren ben rebudes en la cort. Chávez assenyala que a Juana Inés se'l coneixia com «la molt volguda de la virreina», i que el virrei també li tenia una especial estima. Leonor de Carreto va ser la primera protectora de la nena poetessa.
Poc es coneix d'aquesta etapa en la vida de sor Juana, encara que un dels testimonis més valuosos per a estudiar aquest període ha estat la Resposta a Sor Filotea de la Cruz. Aquesta absència de dades ha contribuït al fet que diversos autors hagin volgut recrear de manera gairebé novel·lesca, la vida adolescent de sor Juana, suposant moltes vegades l'existència d'amors no corresposts.

### Període de maduresa i última etapa
A la fi de 1666 va cridar l'atenció del pare Núñez de Miranda, confessor dels virreis, qui, al saber que la joveneta no desitjava casar-se, li va proposar entrar en un orde religiós. Va aprendre llatí en vint lliçons impartides per Martín d'Olives i probablement pagades per Núñez de Miranda. Després d'un intent fallit amb les carmelites, la regla de les quals era d'una rigidesa extrema que la va portar a emmalaltir-se, va ingressar en l'Orde de Sant Jerònim, on la disciplina era una mica més relaxada, i tenia una cel·la de dos pisos i serventes. Allí va romandre la resta de la seva vida, perquè els estatuts de l'ordre li permetien estudiar, escriure, celebrar tertúlies i rebre visites, com les de Leonor de Carreto, que mai va deixar la seva amistat amb la poetessa.
En 1680 es produeix la substitució de fra Paio Enríquez de Rivera per Tomás de la Truja i Aragó al capdavant del virregnat. A sor Juana se li va encomanar la confecció de l'arc triomfal que adornaria l'entrada dels virreis a la capital, per al que va escriure el seu famós Neptú al·legòric. Va impressionar gratament als virreis, els qui li van oferir la seva protecció i amistat, especialment la virreina María Luisa Manrique de Lara i Gonzaga, comtessa de Parets, qui va ser molt pròxima a ella: la virreina posseïa un retrat de la monja i un anell que aquesta li havia regalat i a la seva partida va portar els textos de sor Juana a Espanya perquè s'imprimissin.
El govern virregnal del marquès de la Llacuna (1680-1686) coincideix amb l'època daurada de la producció de sor Juana. Va escriure versos sacres i profans, nadales per a festivitats religioses, actuacions sacramentals (El diví Narcís, El ceptre de José i El màrtir del sagrament) i dues comèdies (Les obstinacions d'una casa i Amor és més laberint). També va servir com a administradora del convent, amb bon encert, i va realitzar experiments científics.
Entre 1690 i 1691 es va veure involucrada en una disputa teològica arran d'una crítica privada que va realitzar sobre un sermó del molt conegut predicador jesuïta António Petxina de pelegrí que va ser publicada pel bisbe de Pobla Manuel Fernández de Santa Cruz sota el títol de Carta atenagórica. Ell la va prologar amb el pseudònim de sor Filotea, recomanant a sor Juana que deixés de dedicar-se a les «humanes lletres» i es dediqués en canvi a les divines, de les quals, segons el bisbe de Pobla, trauria major profit. Això va provocar la reacció de la poetessa a través de l'escrit Resposta a Sor Filotea de la Creu, on fa una encesa defensa de la seva labor intel·lectual i en la qual reclamava els drets de la dona a l'educació.
Per a 1692 i 1693 comença el que es considera l'últim període de la vida de sor Juana. Els seus amics i protectors han mort: el comte de Parets, Juan de Guevara i deu monges del Convent de Sant Jerònim. Les dates coincideixen amb una agitació de la Nova Espanya; es produeixen rebel·lions en el nord del virregnat, la munió assalta el Real Palacio i les epidèmies s'acarnissen amb la població novohispana.
En la poetessa va ocórrer un estrany canvi: cap a 1693 va deixar d'escriure i va semblar dedicar-se més a labors religioses. Fins avui no es coneix amb precisió el motiu de tal canvi; els crítics catòlics han vist en sor Joana una major dedicació a les qüestions sobrenaturals i un lliurament místic a Jesucrist, sobretot a partir de la renovació dels seus vots religiosos en 1694. Uns altres, en canvi, endevinen una conspiració misògina tramada en contra seva, després de la qual va ser condemnada a deixar d'escriure i se'l va obligar a complir el que les autoritats eclesiàstiques consideraven les tasques apropiades d'una monja. No han existit dades concloents, però sí s'ha avançat en recerques on s'ha descobert la polèmica que va causar la Carta atenagórica. La seva pròpia penitència queda expressada en la signatura que va estampar en el llibre del convent: «jo, la pitjor del món», que s'ha convertit en una de les seves frases més cèlebres. Alguns afirmaven fins fa poc que abans de la seva mort va ser obligada pel seu confessor (Núñez de Miranda, amb qui s'havia reconciliat) a desfer-se de la seva biblioteca i la seva col·lecció d'instruments musicals i científics. No obstant això, es va descobrir en el testament del pare José de Lombeyda, antic amic de sor Juana, una clàusula on es refereix com ella mateixa li va encarregar vendre els llibres per a, donant els diners a l'arquebisbe Francesc de Aguiar, ajudar als pobres.
En la poetessa va ocórrer un estrany canvi: cap a 1693 va deixar d'escriure i va semblar dedicar-se més a labors religioses. Fins avui no es coneix amb precisió el motiu de tal canvi; els crítics catòlics han vist en sor Joana una major dedicació a les qüestions sobrenaturals i un lliurament místic a Jesucrist, sobretot a partir de la renovació dels seus vots religiosos en 1694. Uns altres, en canvi, endevinen una conspiració misògina tramada en contra seva, després de la qual va ser condemnada a deixar d'escriure i se'l va obligar a complir el que les autoritats eclesiàstiques consideraven les tasques apropiades d'una monja. No han existit dades concloents, però sí s'ha avançat en recerques on s'ha descobert la polèmica que va causar la Carta atenagórica. La seva pròpia penitència queda expressada en la signatura que va estampar en el llibre del convent: «jo, la pitjor del món», que s'ha convertit en una de les seves frases més cèlebres. Alguns afirmaven fins fa poc que abans de la seva mort va ser obligada pel seu confessor (Núñez de Miranda, amb qui s'havia reconciliat) a desfer-se de la seva biblioteca i la seva col·lecció d'instruments musicals i científics. No obstant això, es va descobrir en el testament del pare José de Lombeyda, antic amic de sor Juana, una clàusula on es refereix com ella mateixa li va encarregar vendre els llibres per a, donant els diners a l'arquebisbe Francesc de Aguiar, ajudar als pobres.
A principis de 1695 es va deslligar una epidèmia que va causar estralls en tota la capital, però especialment en el Convent de Sant Jerònim. De cada deu religioses malaltes, nou morien. El 17 de febrer va morir Núñez de Miranda. Sor Juana cau malalta poc temps més tard, perquè col·laborava cuidant a les monges malaltes. Mor a les quatre del matí del 17 d'abril. Segons un document, va deixar 180 volums d'obres selectes, mobles, una imatge de la Santíssima Trinidad i un Nen Jesús. Tot va ser lliurat a la seva família, amb excepció de les imatges, que ella mateixa, abans de morir, havia deixat a l'arquebisbe. Va ser enterrada el dia de la seva mort, amb assistència del capítol de la catedral. El funeral va ser presidit pel canonge Francesc d'Aguilar i l'oració fúnebre va ser realitzada per Carlos de Sigüenza i Góngora.

## Obra
L’obra de sor Juana va ser recollida en tres volums que es van publicar respectivament els anys 1689, 1692 i 1700. Tot i que algunes de les obres incloses en aquests volums també es van editar de manera independent, són pocs els textos que es van publicar en vida de l’autora i que no van acabar formant part d’aquests llibres. L’editor del tercer volum, Juan Ignacio Castorena, esmenta que molts dels textos de sor Juana es van perdre per la poca preocupació que ella tenia per conservar la seva obra. Entre els escrits perduts, destaca especialment un tractat de música titulat El caragol, del qual parla Calleja.
La poesia de Sor Juana Inés de la Cruz representa una de les expressions més destacades del Barroc hispànic. Tot i seguir la tradició literària iniciada al Renaixement i desenvolupada durant el Segle d’Or espanyol, Sor Juana va aconseguir aportar-hi una veu pròpia i original. Va dominar amb habilitat la forma poètica, utilitzant una gran varietat de mètriques i recuperant estrofes antigues que ja havien caigut en desús, sempre amb una gran precisió i elegància.
Un dels elements més presents en la seva obra és la referència a la mitologia clàssica, molt habitual en la poesia culta de l’època. Tot i que Sor Juana en fa un ús moderat, en alguns dels seus poemes més elaborats aquestes referències són molt abundants. Tanmateix, en el seu temps la mitologia ja començava a considerar-se excessivament explotada, per això sovint es limita a al·ludir breument als mites, sense explicar-los, confiant que el lector ja els coneix. Aquest estil pot dificultar la lectura per al públic actual, menys familiaritzat amb aquestes històries.
Un altre recurs que utilitza sovint és l’hipèrbaton, o l’alteració de l’ordre habitual de les paraules en la frase, molt comú en la poesia barroca. Això pot fer que alguns dels seus textos siguin difícils d’entendre a primera vista, però forma part del refinament estilístic propi de l’època.
Més enllà de la tècnica, la força de la seva poesia rau en l’aportació personal i en la capacitat de transformar elements tradicionals en creacions noves i brillants. Influïda per autors com Góngora, Quevedo i Calderón, Sor Juana va combinar el gust per les formes elaborades amb un gran enginy conceptual. Això la converteix en una de les veus més importants de la literatura del seu temps i en una figura clau per entendre la cultura literària del Barroc.
El primero sueño i la contraposició amb Góngora

Filosofia en la Poesia de Sor Juana
El pensament de sor Juana reflecteix la influència d’un moment de transició: es mou entre l’escolàstica i el coneixement modern. La seva visió del món oscil·la entre la tradició i la novetat. En aquest sentit, hi ha dues interpretacions que generen controvèrsia: una defensa que el seu pensament se situa en una etapa de transició, mentre que l’altra afirma que ja mostra trets d’una mentalitat modernitzadora en fase inicial.
La poesia no va ser l’únic terreny on va destacar la nostra desena Musa; sor Juana Inés de la Cruz també posseïa un profund coneixement filosòfic i en va ser una activa divulgadora. Tot i això, les corrents filosòfiques que conflueixen en el seu pensament no han estat definides amb precisió. Diversos estudis han identificat la presència de la filosofia hermètica i del neoplatonisme en la seva obra, com han analitzat Octavio Paz i Elías Trabulse. També s’ha reconegut la influència del pensament cartesià, que va deixar una empremta notable en la seva producció, segons han assenyalat Rafael Moreno i Francisco López Cámara. No obstant això, s’ha prestat poca atenció a una de les principals línies de formació dels intel·lectuals al Mèxic del segle XVII: l’escolàstica. Si bé l’aristotelisme de sor Juana ha estat objecte d’estudi per part de José Pascual Buxó, i autors com Alfonso Méndez Plancarte i Octavio Castro han fet algunes referències al seu tomisme, aquesta dimensió encara no ha estat explorada amb prou profunditat.
Un exemple de la petjada aristotelica el podem trobar en el poema adreçat a José Montoro, un altre poeta al qual sor Juana contradiu, la Desena Musa fa servir els conceptes de substància i accident des d’una perspectiva tant ontològica com lògica. Assigna a la substància el caràcter de necessitat, mentre que a l’accident li atribueix la contingència —és a dir, els accidents poden estar o no estar presents en la substància sense alterar-ne l’essència ni causar-ne la corrupció, ja que, en aquest sentit, l’accident s’oposa a l’essència.
| «             | Mas no es esto esencia suya, sino un accidente anexo que tal vez los acompaña y tal vez deja de hacerlo | » |
| — 1: 12, nº 3 | |   |

Feminisme
Des d'òptiques crítiques modernes s'emmarca la figura i l'obra de sor Juana en el feminisme.
L'acadèmica Dorothy Schons que recupera, a mitjans dels anys 20 i 30 del segle xx  als EE. UU., la figura oblidada de sor Juana la considera "la primera feminista en el Nou Món".
Destaquen especialment dos textos: Respuesta a sor Filotea de la cruz on defensa el dret de la dona a l'educació i a l'accés al coneixement i la redondilla Homes necis, on qüestiona la hipocresia masculina de l'època.
Per a l'acadèmic mexicà Antonio Alatorre, la redondilla satírica en qüestió manca de rastres feministes i ofereix, més aviat, un atac moral assenyalant la hipocresia dels homes seductors, els precedents dels quals poden trobar-se en autors com Juan Ruiz d'Alarcón: no era res nou atacar la hipocresia moral dels homes respecte a les dones. La Resposta sol es limita a exigir el dret a l'educació de la dona, però restringint-se als costums de l'època. Es tracta d'una crítica directa i una defensa personal, al seu dret en saber, al coneixement, a la natural inclinació pel saber que li va atorgar Déu.
Una autora que nega el feminisme en aquesta obra és Stephanie Marrim, qui assenyala que no pot parlar-se de feminisme en l'obra de la monja, perquè només es va limitar a defensar-se: les al·lusions feministes de la seva obra són estrictament personals, no col·lectives. Segons Alatorre, Sor Juana va decidir neutralitzar simbòlicament la seva sexualitat a través de l'hàbit de monja. Sobre el matrimoni i el seu ingrés al convent, la Resposta, afirma:
| « | Aunque conocía que tenía el estado cosas […] muchas repugnantes a mi genio, con todo, para la total negación que tenía al matrimonio, era lo menos desproporcionado y lo más decente que podía elegir en materia de la seguridad que deseaba de mi salvación. | » |

D'acord amb la majoria dels filòlegs, Sor Juana va advocar per la igualtat dels sexes i pel dret de la dona a adquirir coneixements. Alatorre ho reconeix: «Sor Juana la pionera indiscutible (almenys en el món hispanoparlant) del moviment modern d'alliberament femení». En aquesta mateixa línia, l'estudiosa Rosa Perelmuter analitza diversos trets de la poesia sorjuanesca: la defensa dels drets de la dona, les seves experiències personals i un relatiu rebuig pels homes. Perelmuter conclou que Sor Juana va privilegiar sempre l'ús de la veu neutra en la seva poesia, a fi d'aconseguir una millor recepció i crítica.
Segons Patricia Saldarriaga, Primero sueño, l’obra lírica més famosa de sor Juana, inclou diverses al·lusions als fluids corporals femenins, com la menstruació o la lactància. En la tradició literària medieval es creia que el flux menstrual alimentava el fetus i després es transformava en llet materna; la poetessa aprofita aquesta idea per subratllar el paper fonamental de la dona en el cicle de la vida, creant una simbiosi que permet identificar aquest procés com un do diví.

## Actualitat i curiositats
En 1978, durant unes excavacions rutinàries en el centre de la Ciutat de Mèxic, es van trobar les seves suposades restes, als quals es va donar gran publicitat. Es van realitzar diversos esdeveniments entorn del descobriment, encara que mai va poder corroborar-se la seva autenticitat. Actualment, es troben en el centre històric de la Ciutat de Mèxic, entre els carrers d'Isabel la Catòlica i Izazaga. Científics del Centre de Recerca i Estudis Avançats (Cinvestav) tractaran d'extreure ADN d'ossos descoberts a la Universitat del Claustre de la Ciutat de Mèxic el 1978. Al març de 2011, el Cinvestav tenia mostres d'ADN dels membres vius de la família, Espanya Ramírez i Iliana Troncoso, descendents de la germana de sor Juana, que viu a Mèxic. "El procediment de seqüenciació genètica de sor Juana i dels seus descendents es repetirà almenys tres vegades per tal d'assegurar resultats correctes. Al final, la comparació es farà per determinar si hi existeix una relació", va dir María de Lourdes Muñoz, que estudia la genètica i la biologia molecular en el Cinvestav.
A Mèxic els bitllets de dos-cents pesos estan il·lustrats amb una imatge d'aquesta escriptora.
El sard José Zatrilla y Vico Dedoni y Manca va escriure un poema en castellà dedicat a sor Juana Inés de la Cruz.